# 435. pehotni polk (Wehrmacht)
435. pehotni polk (izvirno nemško Infanterie-Regiment 435) je bil eden izmed pehotnih polkov v sestavi redne nemške kopenske vojske med drugo svetovno vojno.

## Zgodovina
Polk je bil ustanovljen 26. avgusta 1939 kot polk 3. vala preko Poveljstva deželne straže Heilbronn in dodeljen 215. pehotni diviziji.
10. februarja 1940 so bile 4., 8. in 12. četa reorganizirane v mitraljezne, medtem ko je bila 15. (pionirska) četa dodeljena 204. pionirskemu bataljonu. 27. februarja 1941 je 13. četa odvzeta iz sestave in dodeljena 290. pehotnemu polku; 14. novembra istega leta jo je zamenjala 13. četa 337. pehotnega polka. 1. junija 1942 je bil v bojih uničen II. bataljon.
15. oktobra istega leta je bil polk preimenovan v 435. grenadirski polk.